# Тіптон-Вест/Даандайн – Бреймар – Кондамайн
Тіптон-Вест/Даандайн – Бреймар – Кондамайн – газопровід у австралійському штаті Квінсленд. Офіційно відомий як  Braemar 1.
В 2000-х роках почалась активна розробка метану вугільних пластів басейну Сурат, при цьому частину ресурсу спрямували для живлення введеної в 2006 році ТЕС Бреймар 1. Для цього спорудили трубопровідну систему, яка забезпечує доступ до установок підготовки Даанадайн (Daandine, розташована неподалік від майданчику ТЕС та почала роботу в тому ж 2006 році), Тіптон-Вест (введена в 2007-му) та Віндібрі (стала до ладу в 2006-му, при цьому також сполучена з трубопроводами Віндібрі – Валлумбілла та Валлумбілла – Брисбен). 
Окрім живлення Бреймар 1 система може подавати ресурс до газопроводу Валлумбілла – Брисбен (перед його компресорною станцією Кандамайн), а також обмінюватись ресурсом з трубопроводом Бреймар 2.
Загальна довжина системи становить 150 кілометрів, при цьому найбільшими є ділянки Тіптон-Вест – Даандайн завдовжки 53 кілометра та Даандайн – Кондамайн довжиною 87 кілометрів. Вона виконана в діаметрі 400 мм та має пропускну здатність у 3,8 млн м3 на добу.